# Воја Брајовић
Војислав Воја Брајовић (Београд, 11. мај 1949)  српски је глумац. Бивши је министар културе у Влади Србије.

## Биографија
Основну школу и гимназију завршио је у Ваљеву. Године 1967. уписао се на Факултет драмских уметности у Београду на смеру за глуму у класи професора Предрага Бајчетића, а 1971. године дипломирао је у класи професорке Огњенке Милићевић.
Од 1969. стални је члан Југословенског драмског позоришта у Београду.
Од 15. маја 2007. до 8. јула 2008. био је министар културе у Влади Републике Србије. Такође је и 25. добитник награде Добричин прстен за 2009. која му је свечано уручена у Југословенском драмском позоришту 26. децембра.

## Позориште
Стални је члан Југословенског драмског позоришта од 1969. године у коме за више од четрдесет година остварио готово педесет улога. Још као студент играо је у представама Одбрана Сократова и смрт, Агамемнон, Кад су цветале тикве, Пигмалион, Кин, Кориолан, Паклена машина, Рат и мир у кафани Снефл, да би се у Хамлету у режији Стеве Жигона појавио у улози Хорација и Лаерта. Улогу Турнела у премијерној поставци Бубе у уху играо је до 1997. Затим, улоге у представама Елизабета од Енглеске; За ким звоно звони; Варвари; Како је Јуда издао Христа; Мистер Долар. Посебно се истакао у улози Аполона Мурзавецког у комаду Вуци и овце. У Васи Железновој је играо лик Семјона. Играо је Жарка у Голготи; Вилија Натана у Три сина; Грофа у Романтичним ћудима; Ивана Каљајева у Праведницима; Грофа Обољанинова у Зојкином стану; Доктора Пробста у Хрватском Фаусту; Газда-Ису у Комунистичком рају; Жутилова у Родољупцима; Алонза у Олуји; Кнеза Милоша у Ружењу народа у два дела; Папу Мафеоа Барберинија у Светлости у ноћи; Јакова Шалимова у комаду На летовању; Матамора у Позоришним илузијама, улога за коју је награђен Октобарском наградом града Београда; затим, насловну улогу у копродукцијској представи с Градом театром – Будва, Лажни цар Шћепан Мали, за коју је награђен Стеријином наградом за главну улогу; Терзита у представи Троил и Кресида, такође копродукцији с будванским Фестивалом, а за коју је награђен „Златном маском“ на Охридском фестивалу; лик Димитрија у представи Буре барута за којег је добио Награду „Миливоје Живановић“; Др Нинковић у Госпођи министарки; по други пут је Жутилов у Родољупцима када је отворена нова зграда Југословенског драмског позоришта; Др Дорн у Галебу; Шајлок (у алтернацији с Предрагом Ејдусом) у Млетачком трговцу; Макс, Максим у Скакавцима; Дух и Први гробар у Хамлету; Уча у Броду за лутке; Сатин у комаду На дну; и, најновије остварење, улоге Војводе и Фредерика у Како вам драго. 
Осам од ових улога понеле су Годишњу награду ЈДП-а.
Истовремено је, као гост, играо и игра на сценама других позоришта: 
Звездара театар, Атеље 212, Београдско драмско позориште, Српско народно позориште из Новог Сада, Црногорско народно позориште из Подгорице, Град театар Будва...
У Звездара театру остварио је неколико изузетних улога: Васа Вучуровић у представи која је отворила позориште, Мрешћење шарана и за коју је награђен својом првом Стеријином наградом, „Ћураном“ на Данима комедије и наградом на Позоришним свечаностима „Љубиша Јовановић“; Пуниша и Пуша Рсавац у Пазарном дану; Том Сарџент у комаду који му је посебно драг, Поглед у небо.
У Атељеу 212 играо је ликове: Нил Федосијевић Мамајев у комедији Кола мудрости, двоја лудости и, Данијел Паркер у представи Егзибициониста. 
У Београдском драмском позоришту одиграо је Доктора Колеа у представи Villa Sachino. 
За фестивал Град театар Будва и Театар Култ обновио је лик Радована III (и добио награду Града театара Будве, „Ћурана“, Награду града Вршца и – „Зоранов брк“). Остварио је и улоге: Феђа у комедији Кокошка (која је данас на репертоару ЈДП-а); Саша у представи Антигона у Њујорку; Просперо из Буре; лик Дотореа у Легенди о постанку; улогу Томазоа Мединија у представи Конте Зановић.
На Дубровачким љетним играма био је Алонсо у Олуји.
За Црногорско народно позориште у Подгорици играо је: Игумана Стефана из Горског вијенца за коју је добио Стеријину награду, „Ардалиона“ и Годишњу награду ЦНП-а; Тома у Party time; Тетерева у Малограђанима; Торвалда у Нори, као и Дануција у Монтенегринима (копродукција ЦНП и Града театара Будве). Војислав Брајовић је проглашен „Доживотним почасним чланом ЦНП-а“.
За улогу Кнеза Вићенција у комедији Мера за меру у Српском народном позоришту у Новом Саду добио је „Ардалиона“, Годишњу награду СНП-а и Награду града Вршца.

## Лични живот
Његова ћерка је Искра Брајовић.

## Филмографија
| Год.       | Назив                                          | Улога                           |
| ---------- | ---------------------------------------------- | ------------------------------- |
| 1971.      | Шешир професора Косте Вујића                   | Михајло Петровић Алас           |
| 1971.      | Сократова одбрана и смрт                       | Закон                           |
| 1972.      | Смех са сцене: Југословенско драмско позориште |                                 |
| 1972.      | Буба у уху                                     | Ромен Турнел                    |
| 1972.      | Чучук Стана                                    | Голуб                           |
| 1973.      | Последњи                                       |                                 |
| 1974.      | Мистер Долар                                   |                                 |
| 1974.      | Ујеж                                           | Миладин Спасић                  |
| 1974.      | Позориште у кући 2                             | Фрајер                          |
| 1974.      | Отписани                                       | Тихи                            |
| 1974-1975. | Отписани                                       | Тихи                            |
| 1975.      | Синови                                         | Слуга 2                         |
| 1975.      | Доле са оружјем                                | Морнар прве класе Љубомир Краус |
| 1975.      | Голгота                                        |                                 |
| 1975.      | Павле Павловић                                 | студент са брадом               |
| 1976.      | Марија                                         | Миле                            |
| 1976.      | Повратак отписаних                             | Тихи                            |
| 1976.      | Коштана                                        | Хаџи-Томин син Стојан           |
| 1976.      | Војникова љубав                                | Станко Јовановић                |
| 1976.      | Вуци и овце                                    |                                 |
| 1976.      | Поробџије                                      | Перо                            |
| 1977.      | Васа Железнова                                 |                                 |
| 1977.      | Више од игре                                   | Бецић                           |
| 1978.      | Отписани ТВ филм                               | Тихи                            |
| 1978.      | Повратак отписаних ТВ серија                   | Тихи                            |
| 1978.      | Сва чуда света                                 |                                 |
| 1978.      | Образ уз образ: Новогодишњи специјал           | Воја                            |
| 1979.      | Срећна породица                                | Тата                            |
| 1979.      | Национална класа                               | Папи                            |
| 1979.      | Срећна породица (ТВ серија)                    | Тата                            |
| 1979.      | Другарчине                                     | Нови професор књижевности       |
| 1979.      | Ланци                                          | Јован Кадић                     |
| 1980.      | Стан                                           |                                 |
| 1980.      | Позоришна веза                                 | Драган Стојановић „Лаки“        |
| 1981.      | Сок од шљива                                   | Тодор                           |
| 1981.      | Светозар Марковић                              | Иван Боцкарјев                  |
| 1981.      | Шеста брзина                                   | Преварант                       |
| 1981.      | Почнимо живот из почетка                       | Лекар                           |
| 1982.      | 13. јул                                        | Томо                            |
| 1982.      | Указање Госпе у селу Грабовица                 |                                 |
| 1982.      | Мој тата на одређено време                     | Вођа пута                       |
| 1982.      | Приче из радионице                             | Преварант                       |
| 1983.      | Хало такси                                     | Бизмарк                         |
| 1984.      | Пази шта радиш                                 | Директор школе                  |
| 1984.      | Камионџије 2                                   | Урош Добропољац                 |
| 1984.      | Јагуаров скок                                  | Миле „Мачак“                    |
| 1984.      | Амбасадор                                      | Марк                            |
| 1985.      | Указање Госпе у селу Грабовица (ТВ)            | /                               |
| 1985.      | Тајванска канаста                              | Драгиша                         |
| 1986.      | Родољупци                                      | Жутилов                         |
| 1986.      | Приче са краја ходника                         | Аца, Радмилин муж               |
| 1986.      | Покондирена тиква                              | Светозар Ружичић                |
| 1987.      | Увек спремне жене                              | Васке                           |
| 1987.      | Изненадна и прерана смрт пуковника К. К        | Капетан                         |
| 1987.      | И то се зове срећа                             | Ицко                            |
| 1987.      | Тесна кожа 2                                   | Ђоле                            |
| 1988.      | Вук Караџић                                    | Леополд фон Ранке               |
| 1987–1988. | Бољи живот                                     | Душан Марковић - Терминатор     |
| 1988.      | Браћа по матери                                | Инспектор                       |
| 1988.      | Тесна кожа 3                                   | Ђоле                            |
| 1988.      | Балкан експрес 2                               | Мајор Лангер                    |
| 1989.      | Бој на Косову                                  | Вук Бранковић                   |
| 1989.      | Госпођа министарка                             | Нинковић                        |
| 1989.      | Балкан експрес 2                               | Мајор Лангер                    |
| 1991.      | Метла без дршке                                | Срећковић                       |
| 1991.      | Мала шала                                      | Мићко                           |
| 1991.      | Глинени голубови                               |                                 |
| 1991.      | Холивуд или пропаст                            | Редитељ                         |
| 1991.      | Тесна кожа 4                                   | Џорџ                            |
| 1992.      | Похвала светом кнезу Лазару                    |                                 |
| 1992.      | Тито и ја                                      | Јосип Броз Тито                 |
| 1993.      | Метла без дршке                                | Срећковић                       |
| 1993.      | Броз и ја (ТВ серија)                          | Јосип Броз Тито                 |
| 1995.      | Урнебесна трагедија                            | Доктор                          |
| 1997.      | Кир Јања                                       | Кир Јања                        |
| 1997.      | Танго је тужна мисао која се плеше             |                                 |
| 1998.      | Повратак лопова                                | Зоран Зец/Деда Марко            |
| 1998.      | Буре барута                                    | Топи                            |
| 2001.      | Метла без дршке 5                              | Срећковић                       |
| 2002.      | Гајба од 500 вајферта                          |                                 |
| 2003.      | Сироти мали хрчки 2010                         | Професор/нови начелник          |
| 2002–2003. | Казнени простор                                | Проналазач Медвед               |
| 2003.      | М(ј)ешовити брак                               |                                 |
| 2004.      | Између изгубљеног и неодржаног                 | прота Матеја Ненадовић          |
| 2004.      | Скела                                          | Лингвиста                       |
| 2004.      | Јесен стиже, дуњо моја                         | Савин отац                      |
| 2004.      | Смешне и друге приче                           |                                 |
| 2005.      | Ивкова слава                                   | Краљ Милан Обреновић            |
| 2005.      | Леле, бато                                     | Деда мраз                       |
| 2005.      | Идеалне везе                                   | Светислав Алексић               |
| 2006.      | Љубав, навика, паника                          | Стева                           |
| 2007.      | Мера за меру                                   |                                 |
| 2007.      | Црни Груја и камен мудрости                    | Среброљубов                     |
| 2007.      | Поглед у небо                                  | Том Саргент                     |
| 2008.      | Гледај ме                                      | Марко Шћепановић                |
| 2008.      | Краљевина Србија (филм)                        | Ђорђе Вајферт                   |
| 2008.      | Није крај                                      | Стеван                          |
| 2008.      | Турнеја                                        | Љубић                           |
| 2009.      | Друг Црни у Народноослободилачкој борби        | Генадиј                         |
| 2009.      | Јесен стиже, Дуњо моја (ТВ серија)             | Савин отац                      |
| 2011.      | Турнеја (ТВ серија)                            | Љубић                           |
| 2011.      | Како су ме украли Немци                        | лекар                           |
| 2011.      | Жућко — Прича о Радивоју Кораћу                |                                 |
| 2012–2014. | Војна академија (ТВ серија)                    | Стошићев отац                   |
| 2012.      | Шангхај                                        | Драган Ковачевић                |
| 2013.      | Други                                          |                                 |
| 2013.      | Отворена врата                                 | Продуцент                       |
| 2013–2019. | Синђелићи                                      | Сретен Синђелић                 |
| 2014.      | Тражим помиловање или велика тајна             | Богдан Поповић                  |
| 2014.      | Стварање света                                 |                                 |
| 2015.      | Ти мене волиш                                  | Иван                            |
| 2015.      | Хорватови                                      | Јосип „Јожа” Хорват             |
| 2015.      | Да сам ја нетко                                | Иван                            |
| 2016.      |                                                | Антоније Хаџић                  |
| 2016−2019. | Црно-бијели свијет                             | Ћале                            |
| 2017.      | Козје уши                                      | Зоран Зарић                     |
| 2017−2020. | Сенке над Балканом                             | Таки Папахаги                   |
| 2017.      |                                                | Антоније Хаџић                  |
| 2018.      | Ургентни центар                                | Гвозден Цвијановић              |
| 2020.      | Тајкун                                         | Небојша Илић                    |
| 2020.      | Мочвара (ТВ серија)                            | Адам Деверовић                  |
| 2021.      | Црно-бијели свијет                             | Ћале                            |
| 2021.      | Александар од Југославије (ТВ серија)          | Мирослав Спалајковић            |
| 2021.      | Дрим тим (ТВ серија)                           | Трнавац                         |
| 2021—2022. | Коло среће (ТВ серија)                         | Мирослав Константиновић         |
| 2021.      | Династија (српска ТВ серија)                   | тужилац Жељко Родић             |
| 2021.      | Време зла (ТВ серија)                          | Слободан Јовановић              |
| 2022.      | Чудне љубави                                   | Раде                            |
| 2023.      | Игра судбине                                   | Виктор Брунер                   |
| 2020-2023. | Убице мог оца                                  | Вукашин                         |
| 2021-2023. | Калкански кругови                              | Момчило Матић                   |
| 2023.      | Хероји Халијарда                               | др Бехара                       |
| 2023.      | Деца зла                                       | Богдан Ивановић                 |
| 2023.      | Смрт дјевојчице са жигицама                    | Бобо                            |
| 2024.      | V ефекат                                       | Мирослав Видовић                |
| 2024.      | Ваздушни мост                                  | др Бехара                       |
| 2024.      | Време смрти (ТВ серија)                        | Радомир Путник                  |
| 2024.      | Апсурдни експеримент                           |                                 |

## Улоге у синхронизацијама
| Година | Наслов                              | Улога                         |
| ------ | ----------------------------------- | ----------------------------- |
| 2006.  | Ледено доба 2: Отапање              | Дијего                        |
| 2009.  | Ледено доба 3: Диносауруси долазе   | Дијего                        |
| 2010.  | Прича о играчкама 3                 | Лотсо                         |
| 2011.  | Кунг фу панда 2                     | Шифу                          |
| 2011.  | Ледено доба: Мамутски Божић         | Дијего                        |
| 2012.  | Ледено доба 4: Померање континената | Дијего                        |
| 2016.  | Добри диносаурус                    | Буч                           |
| 2016.  | Зоотрополис — град животиња         | Градоначелник Лавослав Срчани |
| 2016.  | Кунг фу панда 3                     | Шифу                          |
| 2016.  | Ледено доба 5: Велики удар          | Дијего                        |
| 2024.  | Кунг-фу панда 4                     | Шифу                          |

## Награде и признања
Добитник је готово свих релевантних позоришних награда за глуму: 
- Глумац вечери на глумачким свечаностима "Миливоје Живановић" у Пожаревцу за улогу Оца у представи Није смрт бицикло (да ти га украду), 2. април 2012.
- „Добричин прстен“, највећа глумачка награда за животно дело (2009)
- “Стеријина награда” за улогу Шћепана у представи “Шћепан Мали”, на Стеријином позорју,
- “Стеријина награда” за улогу Игумана Стефана у представи “Горски вијенац”, на Стеријином позорју,
- Награда листа “Дневник” за улогу Васе Вучуровића у представи “Мрешћење шарана”, на Стеријином позорју,
- Награда стручног жирија за улогу Васе Вучуровића у представи “Мрешћење шарана”, на Стеријином позорју,
- Награда “Ардалион” за најбољу улогу-улога Игумана Стефана- у представи “Горски вијенац”, на Позоришном фестивалу Ужице,
- Награда “Ардалион” за најбољу улогу-улога кнез Вићенција у представи “Мера за меру”, на Позоришном фестивалу Ужице,
- “Награда града Вршца” за најбољу улогу - улога Радована III у представи “Радован III”, на фестивалу Вршачка позоришна јесен,
- “Награда града Вршца” за најбољу улогу - улога кнез Вићенција у представи “Мера за меру”, на фестивалу Вршачка позоришна јесен,
- Годишња награда Српског народног позоришта у Новом Саду за улогу кнез Вићенција, у представи “Мера за меру”,
- “Октобарска награда града Београда” 1992. године, за улогу Матамора у представи “Позоришне илузије”,
- Награда “Златна маска” за улогу Терзита у представи “Троил и Кресида”, на интернационалном позоришном фестивалу у Охриду,
- Награда “Вечерњег листа” из Охрида за улогу Терзита у представи “Троил и Кресида”,
- Награда Статуета Ћуран за најбољу улогу-улога Васе Вучуровића у представи “Мрешћење шарана”, на Данима комедије у Јагодини,
- Награда Статуета Ћуран за најбољу улогу-улога Радована  у представи “Радован III”, на Данима комедије у Јагодини,
- Награда “Зоранов брк” за најбољу улогу-улога Радована  у представи “Радован ”, на фестивалу “Зоранови дани” у Зајечару,
- Награда “Миливоје Живановић” за улогу Димитрија у представи “Буре барута”,
- Награда Удружења драмских уметника Шапца, за улогу Васе Вучуровића у представи “Мрешћење шарана”, на позоришним свечаностима “Љубиша Јовановић” у Шапцу,
- Плакета “Љубиша Јовановић” за улогу Димитрија у представи “Буре барута” на позоришним свечаностима “Љубиша Јовановић” у Шапцу,
- Плакета “Љубиша Јовановић” за улогу Шћепана у представи “Лажни цар Шћепан Мали”, на позоришним свечаностима “Љубиша Јовановић” у Шапцу,
- Годишња награда ЦНП из Подгорице за улогу Игумана Стефана у представи “Горски вијенац”,
- Награда -“Доживотни почасни члан” ЦНП из Подгорице за укупно уметничко достигнуће,
- Добитник је осам Годишњих награда Југословенског драмског позоришта из Београда, за улоге: Шћепан Мали у представи “Лажни цар Шћепан Мали”; Терзит у представи “Троил и Кресида”; Матамор у представи “Позоришне илузије”; Папа у представи “Светлост у ноћи”; Нинковић у представи “Родољупци”; кнез Милош у представи “Ружење народа у два дела”; Острим Шалимов у представи “На летовању”; Димитрије у представи “Буре барута”.
- Награда Павле Вуисић (2020)[4]